# Polyol

Structure du xylitol, un polyol au goût sucré.

Un polyol ou polyalcool ou « glycol » est un composé organique caractérisé par un certain nombre de groupes hydroxyle (-OH).
De formule chimique générale CnH2n+2On, ils possèdent au moins deux groupes alcool. 

## Nomenclature des glycols
La terminologie des glycols, bien que triviale, est encore largement utilisée en 2012, même dans le milieu scientifique[réf. nécessaire]. 
Les premiers termes en sont :
- éthylène glycol (HOCH2-CH2OH), diéthylène glycol (HOCH2-CH2-O-CH2-CH2OH), triéthylène glycol (HOCH2-CH2-O-CH2-CH2OCH2-CH2OH), etc. ;
- propylène glycol (propane-1,2-diol : HOCH2-CHOH-CH3) ;
- triméthylène glycol (propane-1,3-diol : HOCH2-CH2-CH2OH) ;
- butylène glycol (butane-1,3-diol, numéro CAS 107-88-0) ;
- n-butylène glycol (butane-1,4-diol, numéro CAS 732189-03-6) ;
- 2,3-butylène glycol ou secbutylène glycol (butane-2,3-diol, numéro CAS 513-85-9, mélange de trois stéréoisomères) ;
- etc.

Ces glycols forment une large gamme d'éthers de glycol utilisés principalement comme solvants.

## Toxicologie
Pas d'effets toxiques sérieux pour une majorité des polyols sauf dans le cas de l'éthylène glycol (ainsi que de certains autres éthers de glycol) hautement toxique, voire mortel par ingestion après métabolisation. Les polyols, considérés peu toxiques et utilisés comme édulcorants pour la plupart, peuvent provoquer des effets secondaires sous forme de flatulences, douleurs abdominales et ont un effet laxatif lorsqu'ils sont ingérés en trop grande quantité.

## Polyols pour fabriquer des polymères
Les polyols sont utilisés pour fabriquer des polymères comme les polyesters et les polyuréthanes :
les polyols (notamment le sorbitol) sont utilisés comme base dans l'industrie pour la réalisation des mousses de polyuréthane en y ajoutant de l'isocyanate pour la polymérisation.
Les polyols servent de chaînes de base aux polymères, dont les propriétés varient, entre autres, selon la longueur de chaîne.

## Polyols en tant qu'additifs alimentaires
Le principal intérêt des polyols pour l'industrie alimentaire réside dans leur utilisation en tant qu'édulcorants à faible valeur calorique. Certains d'entre eux possèdent une chaleur de dissolution négative, produisant une sensation de froid recherchée dans certaines applications (notamment de confiserie).
À l'exception de l'érythritol, au schéma métabolique particulier, la plupart des polyols sont absorbés partiellement au niveau intestinal et influencent donc peu ou pas la glycémie post-prandiale. Le glycérol peut entrer directement dans la voie de la glycolyse via le glycéraldéhyde-3-phosphate. Ceci explique sa valeur calorique plus élevée.
Le second intérêt des polyols en application alimentaire réside dans leur capacité de liaison de l'eau, permettant un abaissement significatif de l'activité de l'eau. Le glycérol reste le composé le plus efficace du groupe pour cet usage mais, sa chaleur de dissolution positive et son arrière-goût marqué, limitent son usage.
| Nature du sucre polyol | Nombre de groupes OH | E    | Nom                   | Pouvoir édulcorant (saccharose = 1,0) | Contenu calorique (kcal/g) |
| --- | -------------------- | ---- | --------------------- | ------------------------------------- | -------------------------- |
| Monosaccharide polyols | Triols               | E422 | Glycérol (glycérine)  | 0,6 [3]                               | 4,3 [3]                    |
| | Tétraols             | E968 | Érythritol            | 0,7 [1]                               | 0,2 [1]                    |
| | Pentols (pentanols)  | E967 | Xylitol               | 1,0 [2]                               | 2,4 [1]                    |
| |                      |      | Arabitol (lyxitol)    |                                       |                            |
| |                      |      | Ribitol (adonitol)    |                                       |                            |
| | Hexols               | E420 | Sorbitol (Gulitol)    | 0,6 [1]                               | 2,6 [1]                    |
| |                      |      | Dulcitol (galactitol) | 0,25                                  |                            |
| |                      | E421 | Mannitol              | 0,5 [2]                               | 1,6 [1]                    |
| | Heptols              |      | Volemitol             |                                       |                            |
| Disaccharide polyols | Neuf fonctions OH    | E965 | Maltitol              | 0,9 [1]                               | 2,1 [1]                    |
| |                      | E953 | Isomaltitol           | 0,5 [1]                               | 2,0 [1]                    |
| |                      | E966 | Lactitol (lactositol) | 0,4 [1]                               | 2,0 [1]                    |
| Sources : [1] (en) « Calorie Control Council »(Archive.org • Wikiwix • Archive.is • Google • Que faire ?) [2] (en) Antonio Zamora, Carbohydrates [3] (en) Jeremy Keough, Glycerol |                      |      |                       |                                       |                            |

## Polyols chez les végétaux
Les végétaux ont la faculté de synthétiser leur biomasse à partir des molécules minérales simples (eau, sels minéraux du sol et dioxyde de carbone). Cette autotrophie repose sur un pigment localisé dans le chloroplaste, la chlorophylle qui utilise la lumière comme source d'énergie et la transforme en énergie chimique via la chaîne de la photosynthèse.
Lors de la photosynthèse, le dioxyde de carbone atmosphérique absorbé par les stomates des feuilles est combiné à l'hydrogène provenant de la photolyse de l'eau. Cette réaction conduit à un dégagement d'oxygène et à la réduction du gaz carbonique qui se traduit par la formation de trioses phosphates précurseurs du cycle de Calvin dans le chloroplaste. Les trioses phosphates sont transformés en amidon transitoire ou exportés dans le cytosol pour donner le saccharose, forme principale de transport à longue distance du carbone. La nuit, l'amidon est évacué vers le cytoplasme sous forme de glucose pouvant être dégradé par la glycolyse pour fournir de l'énergie à la cellule, ou synthétisé en saccharose. 
Chez certains végétaux, le rôle de transport à longue distance du carbone est assuré, parallèlement au saccharose, par des tridiholosides dérivant du saccharose par addition d'une ou deux molécules de galactose ou par des polyols comme le mannitol et le sorbitol.
Nature biochimique
Les polyols sont considérés comme des dérivés d’oses et sont obtenus par la réduction du groupement aldéhyde ou cétone d’un glucide. Les polyols peuvent être classés en deux groupes :
- les alditols ou polyols aliphatiques qui ont une chaîne linéaire d’atomes de carbone ;

- les cyclitols ou polyols cycliques qui sont des dérivés du cyclohexane.

Suivant la longueur de leur chaîne carbonée, les alditols sont désignés sous le nom de pentitols, hexitols, heptitols, etc. Les alditols les plus courants chez les plantes sont les hexitols (chaîne à six atomes de carbone). Chaque aldose produit un seul alditol dont le nom dérive de cet ose, par exemple mannose donne le mannitol.
Il a été estimé qu’environ 30 % de la production primaire de carbone sur terre passait par la synthèse de polyols chez les plantes et chez les algues.
Les polyols sont présents dans l’ensemble du monde végétal et mycélien. Ainsi, chez les champignons, les lichens et beaucoup d’algues marines, les polyols constituent souvent le principal assimilat. Chez les plantes supérieures, 17 alditols ont été identifiés dont 13 chez les angiospermes. Les plus fréquemment rencontrés sont :
- le galactitol (ou dulcitol), surtout présent chez les Célastracées (fusain)[6], les Scrofulariacées (muflier, digitale) et les Orobanchacées (orobanche) ;

- le sorbitol, principal produit photosynthétique chez plusieurs espèces de Rosacées ligneuses comme le pommier (Malus), le poirier (Pyrus), le prunier (Prunus)[7] ;

- le mannitol, présent dans une centaine d’espèces de végétaux supérieurs dont les Rubiacées (caféier), les Oléacées (troène, frêne, olivier) et les Apiacées (céleri, carotte, persil).

Rôles
Chez les plantes, les rôles physiologiques proposés pour les polyols sont multiples : intervention dans la tolérance aux stress abiotiques et biotiques et forme de transport et de stockage de squelettes carbonés.
Tolérance au stress salin :
Beaucoup de stress environnementaux auxquels les plantes sont soumises semblent conduire à une diminution du potentiel hydrique. Selon les espèces végétales, la sensibilité des plantes et leur réponse aux changements de potentiel hydrique dus à la sécheresse, aux faibles températures ou à une salinité élevée, varient. Cependant, l’un des moyens utilisés par des organismes tels que les champignons, les algues, les végétaux supérieurs pour tolérer ces stress est la synthèse et l’accumulation de composés solubles de faibles poids moléculaires pour augmenter le potentiel osmotique des cellules et maintenir la turgescence. Ces composés sont appelés des solutés compatibles. Ils sont osmotiquement actifs et ils peuvent s’accumuler à de très hautes concentrations dans le cytosol sans pour autant interférer avec le métabolisme cellulaire. Parmi ces composés se trouve le mannitol (polyol acyclique), ainsi que d’autres substances inorganiques (ions) ou organiques (hexoses et certains acides aminés) pouvant également intervenir dans l’ajustement osmotique.
Ce genre d'action de protection s'exerce aussi chez certains animaux. En témoigne l'action d'antigel exercée chez les larves de libellule émeraude, capables de résister ainsi jusqu'à −20 °C.

## Polymères polyols
Ce terme est utilisé, entre autres, pour un certain nombre de polymères que l'on obtient par addition d'oxydes d'alcènes à un sucre par exemple mais aussi du glycérol. 

Des substituts au polyuréthane expansé (sans gaz expansion, par exemple avec pulvérisation à chaud) apparaissent sur le marché